# فرانسيس دو
فرانسيس دو فوركى (بالإنجليزية: Francis Doe Forkey)، ويعرف اختصاراً باسم فرانسيس دو (بالإنجليزية: Francis Doe) هو لاعب كرة قدم ليبيري يلعب للنادي الأهلي المصري سبق ولعب لاندية كثيرة مثل يانون كاوندى الكاميرونى وفاز بلقب احسن محترف في الكاميرون وهو ثاني لاعب كاميرونى ياخذها بعد مواطنه الأسطورة جورج وايا ولعب أيضا لاندية امريكيه لكن الاصابات ظلت تطارده حتى ذهب للنادى الاهلى المصري.

## روابط خارجية
- فرانسيس دو على موقع الاتحاد الدولي (مؤرشف)  (الإنجليزية)
- فرانسيس دو على موقع الدوري الأمريكي (الإنجليزية)
- فرانسيس دو على موقع قاعدة بيانات كرة القدم.إي يو (الإنجليزية)
- فرانسيس دو على موقع ناشيونال فوتبول تيمز (الإنجليزية)
- فرانسيس دو على موقع Soccerway.com (الإنجليزية)
- فرانسيس دو على موقع كووورة